# Tempel van Concordia
De Tempel van Concordia (Latijn:Aedes Concordiae), ook wel Tempel van de Eendracht, was een tempel op het Forum Romanum in het oude Rome. De tempel was gewijd aan Concordia, de Romeinse godin van de eendracht.

## Geschiedenis

### De tempel van Camillus
Volgens de overlevering werd de eerste Tempel van Concordia beloofd door Marcus Furius Camillus in de jaren 360 v.Chr., tijdens een langdurig conflict tussen de patriciërs en de plebejers. De Romeinse adel had jarenlang de macht alleen in handen gehad, wat leidde tot grote onvrede onder de burgerij.
Na invoering van de Leges Liciniae Sextiae was er een einde gekomen aan de onrust. Deze wet zorgde voor een evenwichtiger verdeling van de politieke macht. Als symbool van de hernieuwde eendracht tussen adel en burgerij werd vervolgens de Tempel van Concordia opgericht. Het is niet zeker of de tempel destijds echt gebouwd is, mogelijk is deze geschiedenis later verzonnen. In het betonnen fundament van de latere tempel zijn wel hergebruikte stenen van een 4e-eeuws gebouw aangetroffen.

Het is wel bekend dat in 304 v.Chr. de aedilis Gnaeus Flavius op deze locatie een bronzen schrijn voor Concordia oprichtte, de zogenaamde Aedicula Concordiae.

### Lucius Opimius en de opstand van Gaius Gracchus
In 121 v.Chr. brak er een grote volksopstand uit onder leiding van Gaius Gracchus, die opkwam voor de rechten van het gewone volk. Lucius Opimius was de consul van dat jaar en kreeg van de senaat de opdracht een einde te maken aan de onrust. Dit deed Opimius voortvarend, hij verzamelde een klein leger en sloeg de opstand bloedig neer. Gaius Gracchus en zijn directe medestanders waren onder de slachtoffers. Hierna stelde de consul een tribunaal in, dat nog eens 3.000 vermeende aanhangers van Gracchus ter dood veroordeelde. Toen de orde in de stad was hersteld, (her)bouwde Opimius de Tempel van de Eendracht op het terrein aan de voet van de Capitolijn. Hiermee vierde Opimius de overwinning van de aristocratie op het plebs en deze arrogante daad zette kwaad bloed bij de bevolking.
De cella van de Tempel van Concordia was groter dan de ruimte in de curia en werd daarom regelmatig gebruikt voor grote bijeenkomsten van de senaat, met name wanneer er werd vergaderd over situaties van onrust onder het volk. In de tempel kwamen ook de Fratres Arvales bijeen. De tempel van Lucius Opimius was een van de eerste tempels om uit de nieuw gewonnen Romeinse Travertijn te worden opgetrokken. Uit de weinige overblijfselen van deze tempel blijkt dat het gebouw in de Korinthische orde was opgetrokken.
De tempel van Opimius werd in 9 v.Chr. door brand verwoest, mogelijk nadat de bliksem was ingeslagen.

### Herbouw door Tiberius

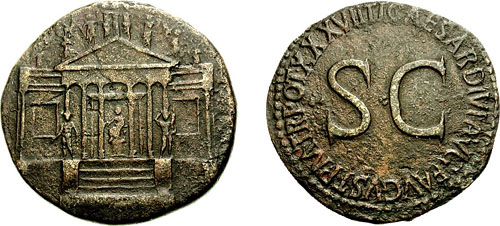
Een sestertius met op de voorzijde de tempel van Concordia, geslagen onder Tiberius (36/37 n.Chr.).

Ter ere van zijn triomftocht in 7 v.Chr., liet de latere keizer Tiberius de Tempel van Concordia geheel herbouwen. Hij financierde dit met de oorlogsbuit van zijn Germaanse veldtocht in 8 v.Chr. De tempel werd pas in 12 n.Chr. ingewijd in naam van Tiberius en zijn overleden broer Drusus. Vanaf deze tijd werd in de tempel Concordia Augusta vereerd, wat stond voor de "door Augustus verkregen eendracht in het Romeinse Rijk", de "Eendracht binnen de keizerlijke familie" of de "Verheven eendracht".
Tiberius maakte een museum van de tempel door er vele belangrijke Griekse kunstwerken in te plaatsen. Hij liet een marmeren standbeeld van de godin Hestia overbrengen van het eiland Paros, dat bekendstond om zijn vaardige beeldhouwers. Verder stonden er standbeelden van Euphranor, Niceratus, Baton en Piston en hingen er paneelschilderijen van Nicias, Theodorus en Zeuxis. Augustus schonk de tempel vier uitzonderlijke olifanten gemaakt van obsidiaan. Enkele decennia later schonk Flavia Domitilla, de dochter van keizer Vespasianus, een bijzondere zegelring die volgens de overlevering had toebehoord aan Polycrates van Samos. De tiran had zijn ring in zee geworpen, maar deze keerde enkele dagen later op wonderbaarlijke wijze bij hem terug in de maag van een gevangen vis.
De tempel is zeker tot het eind van de oudheid blijven staan en waarschijnlijk in de 8e eeuw ten tijde van paus Adrianus I ingestort.

## Het gebouw
De tempel van Opimius had een klassieke rechthoekige vorm en was 41 meter lang en 30 breed. Het was een peripteros sine postico tempel, met een open porticus aan de voorzijde. Verder is van het uiterlijk van dit heiligdom niets meer bekend.
De tempel van Tiberius was direct tegen het Tabularium gebouwd en had door de beperkte ruimte een ongebruikelijke T-vorm. De cella was 45 meter breed en 24 meter lang. De pronaos met hexastyl portico was tegen de lange zijde van de cella gebouwd en was 34 meter breed en 14 meter lang.
Het uiterlijk van de tempel is bekend van antieke munten. Het gebouw was aan de buitenzijde geheel bekleed met marmer. Het werd betreden via een grote trap over de gehele lengte van de pronaos. De zuilen waren in de Korinthische orde, waarbij op de voluten van het kapiteel, de standaard Acanthus bladeren waren vervangen door springende rammen. De kroonlijst was uitbundig versierd en werd ondersteund door modillions, een rijk versierde steunbalk behorend bij een Korinthisch hoofdgestel. Centraal op de nok van het dak stonden beelden van de Capitolijnse godentrias; Jupiter, Juno en Minerva, geflankeerd door Ceres en Diana. Op de hoeken van het dak van de pronaos en cella stonden beelden van Victoria. Langs de grote trap bij de entree stonden beelden van Hercules en Mercurius, die de veiligheid en voorspoed tijdens de regering van Augustus symboliseerden. In een grote nis in de cella stond het cultusbeeld van Concordia. Zij zat op een troon met in haar handen een patera (schaal) en de cornucopia.

## Restanten
Een deel van de kroonlijst is bewaard gebleven en wordt tentoongesteld in het Tabularium. Deze kroonlijst wordt algemeen beschouwd als het mooist bewaard gebleven architectonische fragment uit de Augusteïsche periode. Op het Forum resteert alleen nog de betonnen fundering, de drempel van de entree bestaande uit twee marmeren blokken en wat kleine fragmenten van de vloer. De voet van twee zuilen en een van de Korinthische kapitelen met springende rammen zijn tentoongesteld in het antiquarium van het forum. Vrijwel al het overige marmer en de zuilen van de tempel zijn in de renaissance verwijderd en hergebruikt in kerken en paleizen. Een deel van de rechtervleugel van de tempel ligt nog begraven onder de grote trap die van de Capitolijn naar de Boog van Septimius Severus en het forum leidt.